# Tiltepec (Chiapas)
Tiltepec es una localidad del estado mexicano de Chiapas. Es parte del municipio de Jiquipilas.

## Toponimia
El nombre «Tiltepec» proviene de los términos en náhuatl tlilli, negro; tepec, poblado. Su significado es «Pueblo negro».

## Demografía
| Gráfica de evolución demográfica |
|                                  |

| Censo | Población |
| ----- | --------- |
| 1940  | 670       |
| 1950  | 928       |
| 1960  | 1 265     |
| 1970  | 1 782     |
| 1980  | 1 677     |
| 1990  | 1 823     |
| 2000  | 1 847     |
| 2010  | 2 007     |
| 2020  | 2 243     |